# Seegefecht vor Texel (1914)
Helgoland (1914) – 22. September 1914 – Texel – Yarmouth – Scarborough, Hartlepool und Whitby – Cuxhaven – Doggerbank (1915) – Noordhinder Bank – Doggerbank (1916) – 29. Februar 1916 – Yarmouth und Lowestoft – Skagerrak – 19. August 1916 – Kanal (1916) – Kanal (1917) – Shetland-Inseln – Helgoland (1917) – Bergen – Seebrügge und Ostende – Tondern
Das Seegefecht vor Texel vom 17. Oktober 1914 war ein kleineres Seegefecht in der Anfangsphase des Ersten Weltkriegs vor der niederländischen Insel Texel, das in einem klaren Sieg überlegener Kräfte der Royal Navy über eine deutsche Torpedoboots-Halbflottille endete.

## Vorgeschichte
Nach dem verlorenen ersten großen Seegefecht bei Helgoland vom 28. August hatte die deutsche Flottenleitung ihren Befehlshabern Konfrontationen mit überlegenen feindlichen Seestreitkräften untersagt, um vermeidbare Verluste zu verhindern und die Moral der Besatzungen nicht zu gefährden. Vorstöße aus der Deutschen Bucht in die Nordsee, die der Royal Navy die Kontrolle des Meeres streitig machen sollten, wurden zumeist nur von leichten Kräften durchgeführt. Im Kleinkrieg zur See konnte die Kaiserliche Marine aufgrund von Vorteilen wie besseren Seeminen Erfolge erringen, die auf Dauer die Überlegenheit der Briten in Großkampfschiffen zumindest reduzieren sollten.
Die Briten waren zu dieser Zeit stark im Landkrieg in Belgien involviert. Hier hatte gerade die Belagerung von Antwerpen geendet, und die von Royal Marines unterstützte belgische Armee zog sich an die Yser zurück, um eine neue Frontlinie aufzubauen. Vor diesem Hintergrund gewann die Seeflanke der Westfront eine besondere Bedeutung, da ein deutscher Durchbruch an der Yser direkt die Versorgungshäfen der British Expeditionary Force am Ärmelkanal gefährdet hätte. Am 11. Oktober wurde der Posten eines Rear-Admiral Commanding the Dover Patrol and Senior Naval Officer, Dover eingerichtet und das Kommando Konteradmiral Horace Hood übertragen. Er erhielt mehrere Monitore zur Beschießung von Landzielen zugeteilt.
Am 16. Oktober erhielt der deutsche Flottenchef, Admiral Friedrich von Ingenohl, Nachricht von der Eroberung von Ostende und Brügge durch deutsche Truppen. Dies bedeutete, dass zwei Zufluchtshäfen für deutsche Schiffe verfügbar wurden, die bei Operationen in den Hoofden von der Rückkehr in die Deutsche Bucht abgeschnitten werden würden. Er entschloss sich, eine bereits für den 11. Oktober geplante, dann aber verschobene Minenlegeoperation gegen die Downs durchführen zu lassen. Die Minen sollten einerseits den Handelsverkehr vom Kanal in die Themsemündung behindern, andererseits Schiffsbewegungen, die gegen die belgische Küste gerichtet waren, stören. Speziell sollten die britischen Monitore, deren Basis deutscherseits in Harwich vermutet wurde, durch das Minenfeld angegriffen werden.

## Verlauf

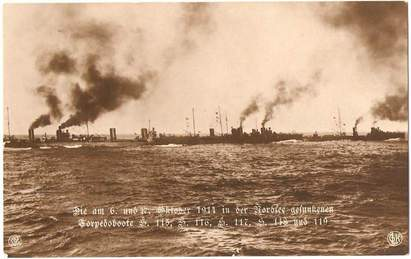
Die 7. Halbflottille vor dem Krieg (damals noch mit S 116, die am 6. Oktober 1914 versenkt worden war)

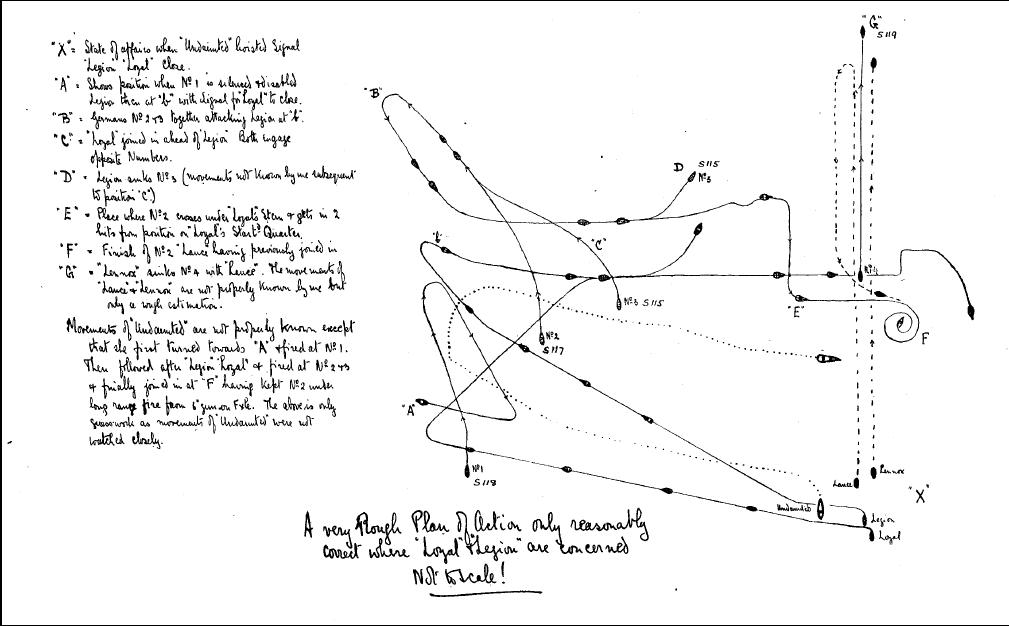
Britische Skizze über den Verlauf des Gefechtes

Am frühen Morgen des 17. Oktober 1914 lief die 7. Torpedoboots-Halbflottille unter Korvettenkapitän Georg Thiele mit den vier Torpedobooten S 115, S 117, S 118 und S 119 (Führungsschiff) von Emden aus, um vor den Downs und ggf. der Themsemündung Minen zu legen. Die Boote vom Typ 1898 waren älteren Baujahrs (1903) und ursprünglich ausgelegt für eine Geschwindigkeit von maximal 26 Knoten. 1914 gehörten sie zu den langsamsten der Hochseeflotte. Mit ihren jeweils drei 5-cm-Torpedobootskanonen L/40 und drei Torpedorohren waren sie neueren Zerstörern der Royal Navy hoffnungslos unterlegen. Die Schiffe wurden ausgewählt, weil ihr Verlust oder Ausfall am leichtesten zu verkraften gewesen wäre. Sie wurden für das Unternehmen mit jeweils zwölf Seeminen beladen. Die Operation wurde als so gefährlich eingeschätzt, dass ihren Mannschaften freigestellt wurde, ob sie daran teilnehmen wollten.
Die Briten hatten, um derartige Unternehmungen abzuwehren, eine Patrouille vor der niederländischen Insel Terschelling eingerichtet, zu der an diesem Tag das U-Boot E8 neben weiteren Schiffen der Harwich Force gehörte. Gegen 9 Uhr sichtete das U-Boot die deutschen Boote, man glaubte aber zunächst an eine niederländische Patrouille und meldete die Sichtung nicht weiter. Gegen 10 Uhr wurden die seit zwei Tagen vor Terschelling patrouillierenden Schiffe abgelöst. Es handelte sich bei der Ablösung um den Leichten Kreuzer Undaunted und die vier neuen Zerstörer der 1. Division der 3. Zerstörerflottille (Lance, Lennox, Legion und Loyal), die um 6 Uhr aus Harwich ausgelaufen waren. Die Gruppe wurde von Kapitän zur See Cecil Henry Fox befehligt.
Gegen 13:40 Uhr wurden die deutschen Boote von den Briten voraus auf Gegenkurs gesichtet, als sich die Patrouille mit Kurs Nordost etwa an der Position 52'40 N, 3'38 O befand. Binnen 10 Minuten konnten die Schiffe als deutsche Torpedoboote identifiziert werden. Obwohl die deutschen Boote sofort umdrehten, war es ihnen nicht möglich, den schnelleren britischen Schiffen zu entkommen, da sie altersbedingt nur noch auf 18 Knoten beschleunigen konnten. Nach einer halben Stunde Verfolgung waren sie in Reichweite der 6-inch-Geschütze der Undaunted, die auf 8000 Yards das Feuer eröffnete. Das Feuer wurde nach wenigen Salven eingestellt, da die deutschen Boote Zickzack-Kurse fuhren, um den Granaten auszuweichen. Als sie ihre Minen über Bord warfen, um die Decks zu räumen, wurde das von den Briten als Torpedoangriff fehlinterpretiert.
Gegen 15 Uhr war die Entfernung auf 2500 Yards gesunken und die Briten teilten ihren Verband, um mit der Legion und der Loyal die Deutschen von Westen und der Lance und Lennox von Osten her abzuschneiden. Die beiden äußeren deutschen Boote, S 115 und S 117, wurden von den 4-inch-Geschützen der britischen Zerstörer rasch außer Gefecht gesetzt. Offenbar wurde auch die Maschine des mit S 119 im Zentrum fahrenden S 118 beschädigt, die daraufhin beidrehte, um sich den britischen Schiffen zu stellen und sich so teuer wie möglich zu verkaufen. Thiele auf S 119 bemerkte dies und drehte ebenfalls bei, da er keine Hoffnung auf ein Entkommen sah und wenigstens einen Torpedoangriff auf den britischen Kreuzer führen wollte, bevor sein Schiff unterging. Fox auf der Undaunted hielt sich wohlweislich außerhalb der Torpedoreichweite und überließ die Beute den Zerstörern. Mehrere Torpedos wurden auf deutscher Seite abgeschossen, die aber alle ihr Ziel verfehlten oder – wie im Falle eines Torpedos von S 119, der die Lance mittschiffs traf – nicht explodierten. Die Briten setzten keine Torpedos ein. Selbst als die deutschen Boote außer Gefecht gesetzt und von ihren Mannschaften verlassen worden waren, dauerte es noch eine Weile und erforderte erhebliche Mengen Munition, sie endgültig zu versenken. Gegen 16 Uhr hielt sich nur noch das zurückgebliebene S 115 über Wasser, das nach einer halben Stunde von der Undaunted versenkt wurde, nachdem eine Entermannschaft der Lennox nur einen einzigen überlebenden Deutschen vorgefunden hatte.

## Verluste und Folgen
Die Verluste auf britischer Seite waren leicht: nur ein Offizier und vier Mannschaften waren verwundet worden, die Schäden an den Schiffen waren vernachlässigbar. Auf deutscher Seite wurde die komplette Halbflottille vernichtet, dabei fanden 222 Seeleute den Tod. 34 wurden von den Briten aufgenommen und zwei weitere am nächsten Tag von einem niederländischen Fischerboot gerettet. Ein gefangener Kommandant eines der Boote erlag nach kurzer Zeit seinen Verletzungen.
Der Verlust einer gesamten deutschen Halb-Flottille führte zu einer erheblichen Reduzierung der deutschen Aktivitäten gegen die britische Küste. Es wurden danach fast nur noch schwere Einheiten eingesetzt.
Es wird vermutet, dass es sich um das Verkehrsbuch eines der versenkten Torpedoboote handelte, das am 30. November 1914 in einer Kiste von einem britischen Trawler aus dem Meer geborgen wurde. Dieses wurde an den britischen Marinegeheimdienst weitergeleitet, wo es Room 40 gute Dienste bei der Entschlüsselung deutscher Funksprüche leistete.

## Sonstiges
Die Kriegsmarine der Wehrmacht benannte einen ihrer Zerstörer nach dem gefallenen Georg Thiele, Z 2 Georg Thiele.
In München-Riem wurde eine Straße nach Georg Thiele benannt.